# Gryporhynchium acutipennis
Gryporhynchium acutipennis är en insektsart som först beskrevs av Ludwig Redtenbacher 1891.  Gryporhynchium acutipennis ingår i släktet Gryporhynchium och familjen vårtbitare. Inga underarter finns listade i Catalogue of Life.